# رابط وی‌جی‌ای
رابط وی‌جی‌ای یا اتصال‌دهنده آرایه گرافیکی ویدئویی (به انگلیسی: VGA) یک رابط استاندارد است که برای خروجی ویدئویی در رایانه‌ها استفاده می‌شود. این اتصال‌دهنده ۱۵ پین که از سال ۱۹۸۷ با سیستم گرافیکی VGA در IBM PS/2 معرفی شد، به سرعت در رایانه‌های شخصی، مانیتورها، پروژکتورها و تلویزیون‌های HD رواج یافت.
رابط‌های دیگری  مانند mini-VGA یا رابط بی‌ان‌سی نیز برای انتقال سیگنال‌های سازگار با وی‌جی‌ای استفاده شده‌اند، اما معمولاً منظور از اتصال‌دهنده وی‌جی‌ای همین طراحی است.
اگرچه دستگاه‌هایی با رابط‌های وی‌جی‌ای همچنان تولید می‌شوند، اما رابط‌های دیجیتال جدیدتر مانند رابط دیجیتالی بصری، اچ‌دی‌ام‌آی و دیسپلی‌پورت به تدریج جایگزین وی‌جی‌ای شده‌اند و بسیاری از کامپیوترها و دستگاه‌های مدرن دیگر آن را شامل نمی‌شوند.

## طراحی فیزیکی
رابط وی‌جی‌ای یک اتصال‌دهنده D-subminiature با ۱۵ پین در سه ردیف است که به نام‌های DE-15 ،HD-15 یا معمولاً DB-15(HD) شناخته می‌شود. DE-15 نام دقیق‌تر این اتصال‌دهنده تحت مشخصات D-sub است: یک اتصال‌دهنده D-sub با اندازه "E" و ۱۵ پین در سه ردیف.

## طراحی الکتریکی
همه رابط‌های وی‌جی‌ای، سیگنال‌های ویدئویی آنالوگ RGBHV (قرمز، سبز، آبی، همگام‌سازی افقی، همگام‌سازی عمودی) را منتقل می‌کنند. رابط‌های مدرن همچنین شامل پین‌های DDC از VESA برای شناسایی دستگاه‌های نمایش متصل هستند.
در هر دو نوع مدرن و اولیه، وی‌جی‌ای از چندین نرخ اسکن استفاده می‌کند، بنابراین دستگاه‌های متصل مانند مانیتورها به ضرورت چندین نرخ اسکن را پشتیبانی می‌کنند.